# Avoca (Minnesota)
Avoca – miasto w Stanach Zjednoczonych, w stanie Minnesota, w hrabstwie Murray.